# عبد الغني زيتوني
عبد الغني زيتوني (5 مايو 1932-17 نوفمبر 2010) لاعب كرة قدم جزائري ومدير دولي.  سجل الزيتوني الهدف الأول في تاريخ المنتخب الجزائري.

## المسيرة الكروية

### النوادي
قضى زيتوني معظم مسيرته الكروية مع نادي أولمبي العناصر، بعد أن بدأ مع نادي رائد القبة. كما لعب لفترة وجيزة مع مولودية الجزائر 1953-1954 شباب بلوزداد.

### دوليًا
في 6 يناير 1963، ظهر زيتوني لأول مرة مع المنتخب الجزائري بعد فوزه 2-1 على بلغاريا في مباراة ودية على ملعب 20 أوت في الجزائر العاصمة. في تلك المباراة سجل هدفا في الدقيقة 72 وهو أيضا الهدف الأول في تاريخ الجزائر المستقلة.
في 17 يونيو 1965، سجل الزيتوني مباراته الأخيرة للجزائر، بخسارة 3-0 أمام البرازيل في وهران.

## المسيرة الإدارية
بعد مسيرته الكروية، أدار الزيتوني عددًا من الأندية الجزائرية، أبرزها اتحاد العاصمة الجزائري في السبعينيات.

## وفاته
توفي عبد الغني زيتوني بمسكنه في العاصمة الجزائرية عن عمر يناهز 78 عاما. دُفن في ثاني أيّام عيد الأضحى بمقبرة دالي ابراهيم بالجزائر العاصمة.